# 영국의 대관보기

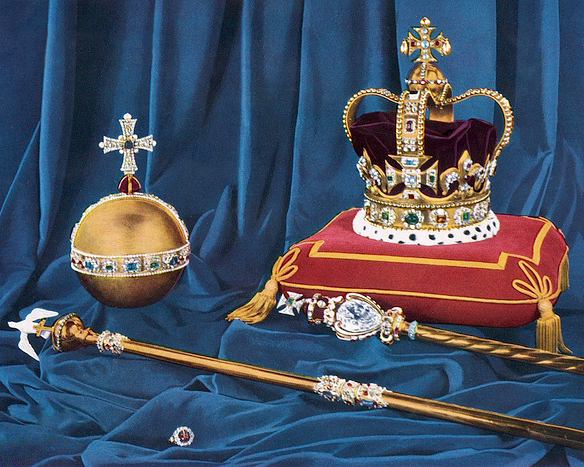
에드워드 참회왕의 관과 보주, 왕홀, 반지

영국의 왕관보기(영어: Crown Jewels of the United Kingdom)는 영국의 국왕과 여왕들이 대관식 때 입었던 왕실 의례용품들을 모아놓은 것이다.
영국의 800년 왕정을 상징하는 왕관보기는 유럽에서 유일한 작업 세트이며 이 소장품은 역사적으로 세계에서 가장 완전한 왕정 소장품이다. 군주에게 수여하고 왕관을 씌우는 물건들은 영국의 국가원수, 잉글랜드 성공회의 최고 통치자, 영국군의 수장으로서의 역할을 다양하게 나타낸다. 잉글랜드, 스코틀랜드, 웨일스, 북아일랜드의 상징과 문장이 전시되어 있으며 최근 작품들은 영국 연방의 수장으로서 군주의 역할을 반영하기 위해 만들어졌다.
영국에서 군주들이 왕권의 상징물들을 사용한 것은 중세 시대 기독교로 개종했을 때로 거슬러 올라간다. 에드워드 참회왕이 12세기에 기독교 성인으로 추대된 후 영구적인 대관식 왕정이 수립되었다. 그것들은 1066년 이후 대관식 장소인 웨스트민스터 사원에 보관된 성스러운 유물들이었다. 또 다른 세트는 종교적인 축제와 의회의 개회식에서 사용되었다. 이 물건들은 통칭하여 왕의 보석으로 알려지게 되었다. 현재 소장품의 대부분은 찰스 2세가 왕위에 오른 약 350년 전의 것이다. 중세 및 튜더 왕가의 상징물들은 1649년에 잉글랜드 내전 도중에 군주제가 폐지된 이후에 팔리거나 녹아버렸다. 왕정복고 이전에 남아 있던 4개의 원래 물품들은 12세기 후반에 제작된 가장 오래된 물건인 수저, 17세기 초반에 제작된 3개의 검이다. 1707년 연합법에 따라 영국의 왕관보기들은 영국의 군주들에 의해 채택되었는데 오늘날 스코틀랜드에서 사용되는 상징물들은 "스코틀랜드의 보기"(Honours of Scotland)로 알려져 있다.
영국의 왕관보기에는 23,578개의 돌이 사용되었는데 그 중에서 세계에서 가장 큰 클리어 컷 다이아몬드인 컬리넌 1(Cullinan I)이 십자가가 달린 왕홀을 장식하고 있다. 이 다이아몬드는 1905년에 남아프리카 공화국에서 발견된 가장 큰 보석 품질을 가진 거친 다이아몬드인 컬리넌(Cullinan)에서 잘라내어 에드워드 7세에게 선물했다. 영국의 제국관에는 컬리넌 2(Cullinan II, 317캐럿, 63g), 스튜어트 사파이어(Stuart Sapphire), 성 에드워드의 사파이어(St Edward's Sapphire), 흑태자의 루비(Black Prince Ruby)가 있는데 1367년에 스페인의 군주가 에드워드 흑태자에게 준 대형 스피넬이다. 인도에서 발견된 코이누르 다이아몬드(105캐럿, 21g)는 빅토리아 여왕에게 몰수당한 이후에 3명의 배우자들을 위한 왕관을 장식했다. 런던탑의 일부 역사적 유물은 비어 있거나 유리 및 결정으로 세팅되어 있다.
대관식에서 군주는 암풀라에서 숟가락에 부어진 성유를 사용하여 기름을 붓고 예복과 장식품을 수여하고 에드워드 참회왕의 관을 씌운다. 이들은 주로 영국 의회의 개회식에서 착용하는 더 가벼운 제국관과 교환된다. 왕의 부인에게는 평평한 왕관보기가 주어지지만 여왕의 부군에게는 수여되지 않는다. 1831년부터는 왕후를 위한 새로운 왕관이 만들어졌다. 그 외의 왕관보기로는 국검, 나팔, 의례용 복식, 교회판, 역사적 제례, 연회판, 왕실 세례문체 등이 있다. 영국의 왕관보기는 로열 컬렉션 가운데 하나이며 군주제 기관에 속해 있으며 하나의 군주에게서 다음 군주에게로 넘어간다. 왕관보기는 사용하지 않을 때에 주얼 하우스(Jewel House)와 마틴 타워(Martin Tower)에 공개 전시되어 있는데 매년 250만 명의 방문객이 관람한다.

## 같이 보기
- 경식